# Stratford (Île-du-Prince-Édouard)
Pour les articles homonymes, voir Stratford.
Stratford est une ville au centre de l'Île-du-Prince-Édouard, au Canada. La municipalité a été incorporée en 1995 et a une population de 7 083 habitants,. En 2011, la population avait augmenté à 8 574 habitants.
Elle est située sur une péninsule formée par l'estuaire de la rivière Hillsborough, le port de Charlottetown et la baie Hillsborough - un sous-bassin du détroit de Northumberland.
Stratford est situé dans le canton du Lot 28 dans le comté de Queens et est une banlieue de la capitale provinciale Charlottetown.
Présentement, c'est la troisième plus grosse communauté en se basant sur la population et grossit rapidement dû au nouveau pont sur la rivière Hillsborough reliant la ville à Charlottetown.

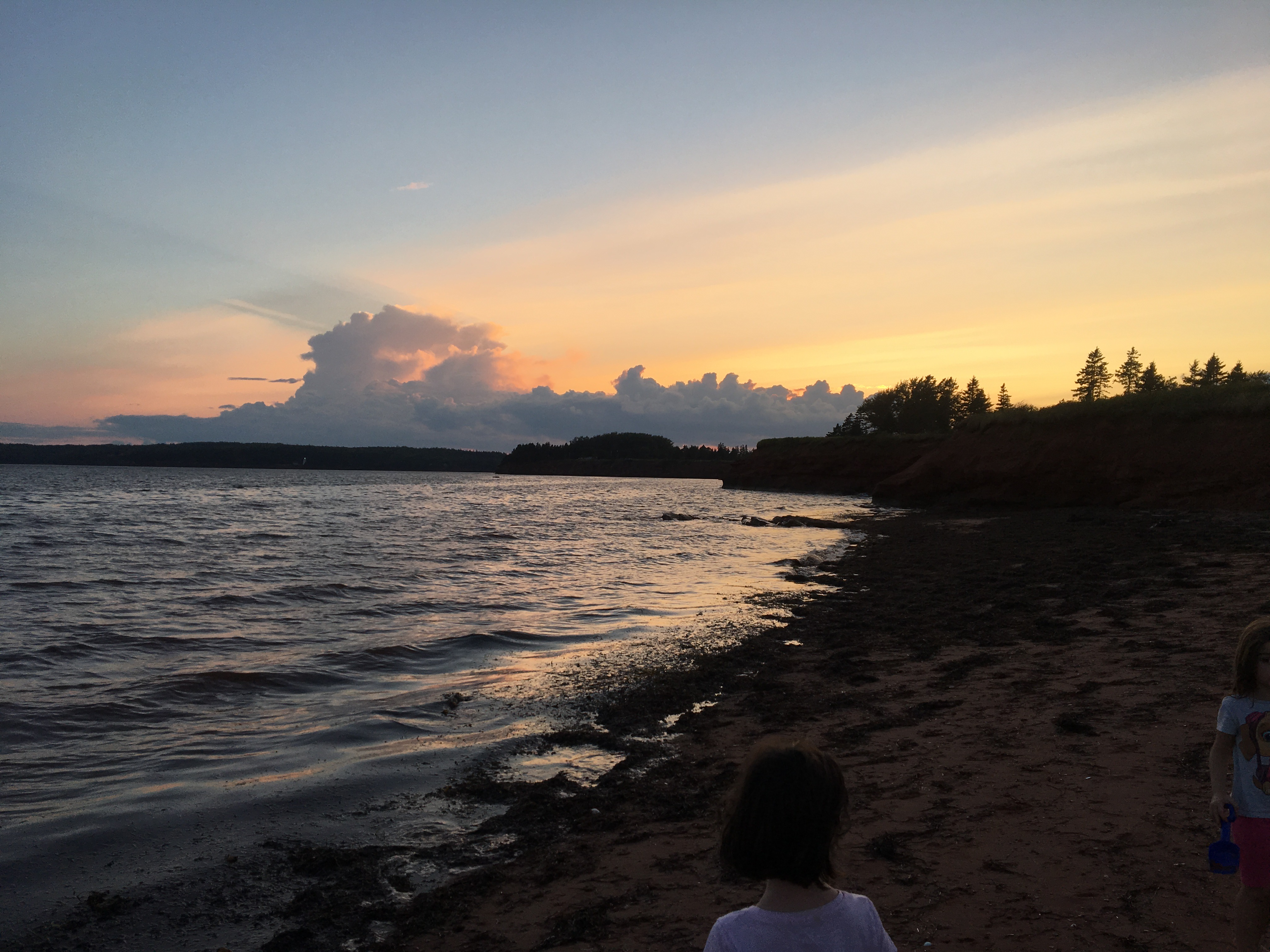
Plage Keppoch à Stratford.

## Fusion
Stratford fut créé par l'acte municipal de la région de Charlottetown, qui entra en vigueur le 1er avril 1995. Cela força plusieurs villages et communautés ruraux sur la rive est de la rivière Hillsborough de se fusionner comme nouveau village, incluant Southport, Bunbury, Keppoch, Rosebank, Kinlock et Crossroads.
Donner un nom au village fut controversé puisque les chefs municipaux choisirent un nom qui n'avait aucune signification historique dans les communautés impliquées. Le nom vient du chemin Stratford, une route de quatre kilomètres rejoignant Bunbury à Cross Roads en passant par Southport.
Des observateurs locaux ont mentionné que des communautés avec un nom semblable à Stratford (Ontario) ou Stratford, Australie qui sont nommés d'après Stratford-upon-Avon et sont situés près d'une rivière d'où ils dérivent leur nom de la rivière Avon, le village de Stratford, Île-du-Prince-Édouard devrait être nommé "Stratford-upon-Hillsborough".

## Démographie
| 2001  | 2006  | 2011  | 2016  |
| ----- | ----- | ----- | ----- |
| 6 314 | 7 083 | 8 574 | 9 706 |

## Géographie
Situé sur la rive opposée de la rivière Hillsborough (un estuaire de 30 km de long et large d'un km) de Charlottetown, les communautés formant Stratford étaient gênées dans leur développement par la géographie jusqu'à ces derniers temps.

## Histoire
Les différentes communautés de Stratford ont eu un patron différent de développement.  Les rives de la rivière Hillsborough dans Southport étaient déjà une région de villas de plaisance pour les résidents de la ville, avec des développements de villas continuant à Keppoch après la Seconde Guerre mondiale.  Cross Roads, Bunbury, Rosebank et Kinlock étaient historiquement des communautés agricoles.
Les fortunes créées dans la région sont liées à l'évolution et le développement du transport avec Charlottetown.  Durant les années 1800s, un traversier pour passagers opérait entre Ferry Point dans Southport à un quai du port de Charlottetown.  Durant l'hiver, des traîneaux tirés par des chevaux passaient sur la rivière quand l'eau était gelée.
En 1905, le chemin de fer de l'Île-du-Prince-Édouard a construit le premier pont de la rivière Hillsborough entre Charlottetown et Southport, permettant aux trains de voyager sur la rive est de la rivière.
Les carrioles et les traîneaux (et plus tard les automobiles) étaient permis sur le pont quand les trains n'étaient pas en fonction, bien qu'il y ait qu'une voie avec des planches placées entre et sur les côtés des rails.
Le pont ferroviaire fut remplacé par un pont à deux voies en 1962.  Après l'achèvement du nouveau pont, les communautés où Stratford est aujourd'hui ont vu une lente mais continuelle croissance, avec des demeures permanentes et plusieurs subdivisions remplacèrent les villas sur les bords de la rivière Hillsborough.  À partir des années 1980, le patron du développement résidentiel dans l'IPE avait changé et il devenait évident que la circulation sur le pont à 2 voies de la rivière Hillsborough avait surpassé sa capacité originale.
Le pont à deux voies fut élargi à quatre voies avec des nouvelles voies d'accès en 1995 comme un sous-contrat au projet du détroit de Northumberland (le pont de la Confédération) avec la répartition des coûts entre les gouvernements fédéral et provincial.  Le pont élargi de la rivière Hillsborough fut complété au milieu des années 1990 et environ au même moment que la fusion municipale eut lieu.
Stratford a grossi à cause de l'amélioration de l'autoroute vers Charlottetown, où la plupart des résidents travaillent.  Le développement a des nouvelles subdivisions, un quai, un district commercial et plusieurs édifices municipaux comme un hôtel de ville et un centre communautaire.
Index des noms de rues :  
Aylward Drive,
Barkley Avenue,
Clifton Road,
Dewar Drive,
East River Drive,
Front Beach Lane,
Governors Lane,
Hamms Lane,
Irving Avenue,
Jenkins Avenue,
Keppoch Road,
Langley Road,
MacDonald Road,
Owen Lane,
Picton Beete,
Quiet Water Drive,
Rankin Drive,
Southport Drive,
Trout Point Drive,
Upper Tea Hill Crescent,
Valley Drive,
Williams Gate,
Zakem Heights,

## Transport
Les gens peuvent voyager sur les autobus du transport en commun de T3 Transit entre les différentes villes.